# Friederike Hofmann (Journalistin)
Friederike Hofmann (* 1982 in Frankfurt am Main) ist eine deutsche Journalistin und derzeitige Korrespondentin im ARD-Studio Paris.

## Leben und Karriere
Hofmann studierte in Hamburg, Köln und Paris Volkswirtschaftslehre sowie Internationales Management und absolvierte ein Volontariat beim Westdeutschen Rundfunk (WDR).
Hofmann arbeitete als Journalistin beim WDR in der Tagesschau-Zulieferungsredaktion in Köln. Sie präsentierte Zahlen und Analysen zum ARD-Deutschlandtrend in den Tagesthemen und der Aktuellen Stunde. Als Reporterin arbeitete sie für die ARD und macht für diese Formate auch Live-Schaltungen. Gelegentlich war sie auch als Live-Reporterin für das Servicemagazin Live nach neun unterwegs. 
Hofmann betreute redaktionell die Wahlanalysen für die ARD. Zuvor war sie in der Chefredaktion und der Wirtschaftsredaktion des WDR tätig und hat zeitweise den Presseclub betreut. Außerdem hat sie als freie Mitarbeiterin für den Kölner Stadt-Anzeiger und die Frankfurter Neue Presse geschrieben.
Seit September 2020 ist Hofmann Korrespondentin im ARD-Auslandsstudio Paris. Dort berichtet sie für die Tagesschau, die Tagesthemen, das Nachtmagazin, das ARD-Morgenmagazin, das ARD-Mittagsmagazin, den Weltspiegel und die Nachrichten in den dritten Fernsehprogrammen. Bei den Olympischen Sommerspielen 2024 in Paris kommentierte sie mit Tom Bartels die Eröffnungsfeier.

## Auszeichnungen
Friederike Hofmann wurde zusammen mit den Journalisten Marco Rösseler, Carolin Imlau, Judith Müllender, dem ARD-Korrespondenten Matthias Werth und Jan Meisters für den gemeinsamen Fernsehbeitrag Weltspiegel extra - Unruhe in Paris. Schafft Macron die Wende? für den Grimme-Preis 2019 nominiert.